# Nebísocos
Os nebísocos (em latim: Naebisoci  ) foram uma antiga tribo de Galécia, um povo galaico do Convento Bracarense.  O nome dos nebísocos estaria na origem da toponímia da região onde nasce o rio Tâmega, no lugar de Naveu, no concelho de Ourense de Laça. O seu nome poderia estar relacionado com o da deusa galega dos rios, Nabia.
O nome desta tribo surge no Padrão dos Povos, coluna comemorativa da construção da ponte romana de Chaves, colocada no topo da mesma obra, que atravessa o rio Tâmega. A epígrafe dedicatória contém uma lista de dez povos indígenas bracarenses (citados como civitates no texto original) que colaboraram na construção da ponte.